# Olmeda del Rey (kommunhuvudort)
Olmeda del Rey är en kommunhuvudort i Spanien.   Den ligger i provinsen Provincia de Cuenca och regionen Kastilien-La Mancha, i den centrala delen av landet, 150 km sydost om huvudstaden Madrid. Olmeda del Rey ligger 960 meter över havet och antalet invånare är 215.
Terrängen runt Olmeda del Rey är huvudsakligen platt, men åt sydväst är den kuperad. Runt Olmeda del Rey är det mycket glesbefolkat, med 2 invånare per kvadratkilometer. Närmaste större samhälle är Valverde de Júcar, 14,8 km sydväst om Olmeda del Rey. Trakten runt Olmeda del Rey består till största delen av jordbruksmark.